# Ho Iat-seng

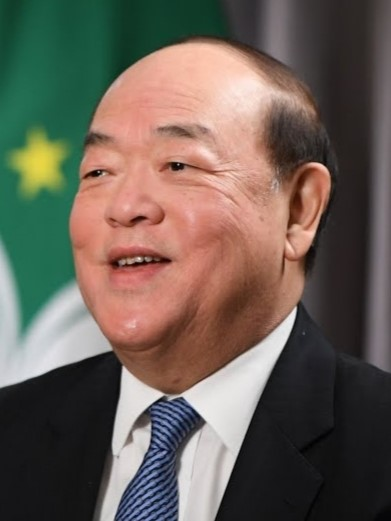
Ho Iat-seng, 2021

Ho Iat-seng (chinesisch 賀一誠 / 贺一诚, Pinyin Hè Yīchéng, Jyutping Ho6 Jat1sing4; * 12. Juni 1957 in Portugiesisch Macau) ist ein chinesischer Politiker und Unternehmer der Sonderverwaltungszone Macau und war von 2019 bis 2024 Regierungschef von Macau.

## Familie
Hos familiäre Wurzeln liegt in Yiwu nahe der Stadt Jinhua südlich der Provinzhauptstadt Hangzhou von Zhejiang. Hos Vater Ho, Tin (賀田, 1918–1997) und dessen Familie zogen in den 1940er-Jahren zur Zeit des chinesischen Bürgerkriegs von China ins damalige portugiesische Überseeprovinz Macau. Ho, Tin war 1936 Absolvent des „Nankinger Fachschule für Maschinenbau“ (南京機械工程專科學校, englisch Nanking School of Mechanical Engineering), heute Nanjing Institute of Technology, kurz NJIT (南京工程學院). 1956 gründete sein Vater das Unternehmen Sociedade Industrial Ho Tin, SARL, damals das erste Macauer Unternehmen zur Herstellung von Kunststoff- und Elektronikkomponenten, die heute in verschiedenen Glüh- bzw. LED-Lampen im Haushalts- und Gartenbereich Verwendung finden, u. a. auch in Spielzeugen und Solarpaneelen.

## Werdegang
Ho ging auf der Pooi To Middle School in Macau zur Schule und studierte an der Universität von Zhejiang Elektrotechnik und Wirtschaftswissenschaft und wurde danach als Gastforscher der Universität tätig. Er ist Vorstandsmitglied und Generaldirektor des familieneigenen Unternehmens Sociedade Industrial Ho Tin, SARL. Zwischen 1978 und 1998 war Ho Mitglied der Politischen Konsultativkonferenz des chinesischen Volkes in der Provinz Zhejiang. Im Jahr 2000 wurde er für Macau in den Nationalen Volkskongress gewählt, 2001 folgte der Aufstieg in den Ständigen Ausschuss des Nationalen Volkskongresses.
Zwischen 2004 und 2009 war er Mitglied der Regierung von Macau. Bei der Parlamentswahl in Macau 2009 wurde er in die Gesetzgebende Versammlung von Macau gewählt und wurde 2013 ihr Präsident. Am 25. August 2019 wurde er als einziger angetretener Wahlkandidat mit 392 von 400 Stimmen vom Wahlkomitee in das Amt des Regierungschefs von Macau gewählt, welche von Li Keqiang bestätigt wurde. Am 20. Dezember 2019 erfolgte die Amtseinführung.
In einem Interview 2014 sagte er über sich selbst, dass er sich als „nicht fähig“ (englisch incapable) sehe, die schweren Aufgaben des Amtes des Regierungschefs zu bewältigen.
Ho war nach der Rückgabe Macaus an die Volksrepublik China 1999 der 5. Regierungschef der Sonderverwaltungszone Macau. Er war vom 20. Dezember 2019 bis 19. Dezember 2024 im Amt. Der chinesische Jurist Sam Hou-fai und ehemaliger oberster Richter (genauer Präsident) der Court of Final Appeal of Macau, dem höchsten Gericht Macaus, trat am 20. Dezember 2024 als Nachfolger Hos in das Amt als 6. Regierungschef der SAR Macau an.